# یوآخیم فست
یوآخیم کلمنس فست (به آلمانی: Joachim Clemens Fest)‏(۱۹۲۶ – ۲۰۰۶) مورخ، روزنامه‌نگار، منقد و ویراستار آلمانی بود که بیش از همه برای نگارش کتاب و گزارش در خصوص آدولف هیتلر، آلبرت اشپر و مقاومت آلمان شناخته می‌شود و از چهره‌های پیشرو بین مورخین آلمانی در خصوص دورهٔ ناسیونال سوسیالیسم است.

## کتابشناسی
کتاب هیتلر دربارهٔ زندگی و مرگ آدولف هیتلر است که مهدی سمسار آن را به فارسی ترجمه کرده‌است. فست در این کتاب که بیش از هزار صفحه دارد به شکلی داستانی و تحلیلی به همه مراحل زندگی هیتلر می‌پردازد و و نشان می‌دهد که هیتلر چگونه تلاش می‌کرده همه خاطرات مربوط به زندگی کودکی و نوجوانی خود را نابود کند. تلاش فست برای نوشتن زندگی‌نامه هیتلر نخستین تلاش یک آلمانی در این زمینه است. پیش از آن اغلب محققان و پژوهشگران بریتانیایی یا فرانسوی زندگی‌نامه هیتلر را نوشته بودند. نویسنده در این کتاب تلاش می‌کند استعدادهای هیتلر را تحلیل کند و نشان دهد که او چه تفاوت‌های عمیقی با همتایانش داشته‌است.